# Davey Morrison
Davey Morrison (* 15. Januar 1988 in Fresno, Kalifornien) ist ein US-amerikanischer Schauspieler, Drehbuchautor, Filmregisseur und Filmproduzent.

## Leben
Morrison wurde am 15. Januar 1988 in Fresno geboren. Mit acht Jahren stürzte er aus einem Fenster und erfuhr eine Nahtoderfahrung. Von 2006 bis 2012 studierte er an der Brigham Young University Kinematographie und Film-/Videoproduktion und schloss sein Studium mit einem Bachelor of Arts ab. An der University of Texas at Austin erlangte er von 2017 bis 2020 seinen Master of Fine Arts in Playwriting and Screenwriting. Er unterrichtet Drehbuchschreiben, Filmanalyse und Filmproduktion an der Utah Valley University. Vom 21. August 2009 bis zum 3. August 2020 war er mit Bianca Dillard verheiratet und trat während dieser Zeit teilweise unter dem Namen Davey Morrison Dillard auf.
Sein Schauspieldebüt gab Morrison 2007 im Kurzfilm Food Boy. Zwei Jahre später folgte sein Spielfilmdebüt in Legends of Mini-Golf: The Flamingo’s Challenge. 2015 stellte er im Fantasyfilm Mythica – Der Totenbeschwörer die Rolle von The Eel dar. Für die deutschsprachige Filmfassung lieh ihm Rainer Fritzsche seine Stimme. Von 2016 bis 2022 wirkte er in der Miniserie Adam & Eve mit.
Als Filmschaffender war er am Film WWJD in verschiedenen Funktionen beteiligt. Dieser erschien am 3. März 2022 auf dem LDS Film Festival. Ein Tag später wurde außerdem der Kurzfilm The Second Book of Adam & Eve auf dem LDS Film Festival gezeigt, für den er als Drehbuchautor, Produzent, Regisseur und Schauspieler tätig war. Er spielte die Hauptrolle des Alexis Thrill im Film Welcome to the Rubber Room, der 2017 erschien.
Im Juni 2024 gewann er die Fernseh-Quizshow Jeopardy!.

## Filmografie (Auswahl)

### Schauspieler
- 2007: Food Boy (Kurzfilm)
- 2009: Legends of Mini-Golf: The Flamingo’s Challenge
- 2009: Spit (Kurzfilm)
- 2009: Jonah and the Great Fish
- 2013: Eugenie (Fernsehfilm)
- 2014: Your Cocoon and You (Kurzfilm)
- 2015: Mythica – Der Totenbeschwörer (Mythica: The Necromancer)
- 2016: Adam & Eve (Fernsehfilm)
- 2016: Muddy Corman
- 2016–2022: Adam & Eve (Miniserie, 8 Episoden)
- 2017: Magellan
- 2017: A Pug & Wolf Christmas (Kurzfilm)
- 2017: Welcome to the Rubber Room
- 2017: Productivity (Kurzfilm)
- 2019: Adventure Dads in Training (Kurzfilm)
- 2021: Blood Oath (Kurzfilm)
- 2022: The Second Book of Adam & Eve (Kurzfilm)
- 2022: Charette (Kurzfilm)

### Filmschaffender
- 2013: Eugenie (Fernsehfilm; Drehbuch)
- 2016: Adam & Eve (Fernsehfilm; Drehbuch, Regie, Produktion)
- 2016–2022: Adam & Eve (Miniserie, 8 Episoden; Drehbuch, Regie, Produktion)
- 2017: A Pug & Wolf Christmas (Kurzfilm; Drehbuch, Regie, Produktion)
- 2017: Finding God (Kurzfilm; Drehbuch, Regie, Produktion)
- 2020: Biters (Kurzfilm; Drehbuch)
- 2020: Parked (Kurzfilm; Drehbuch)
- 2022: WWJD (Drehbuch, Regie, Produktion)
- 2022: The Second Book of Adam & Eve (Kurzfilm; Drehbuch, Regie, Produktion)
- 2022: Charette (Kurzfilm; Drehbuch)